# Dejan Lekić
Dejan Lekić (en serbe en écriture cyrillique : Дејан Лекић) est un footballeur international serbe né le 7 juin 1985 à Kraljevo qui évolue au poste d'attaquant dans le club espagnol.

## Biographie

### Club
En juillet 2010, il signe pour cinq saisons à Osasuna Pampelune. Le montant du transfert est évalué à 2,6 millions d'euros. La clause libératoire est fixée à 12 millions d'euros.
En juillet 2012, il signe pour quatre saisons au club turc Gençlerbirliği Spor Kulübü.
En 2015, il signe à l'Atlético de Kolkata en Indian Super League.
En janvier 2016, il signe en faveur du club espagnol du Girona FC.
Le 11 août 2016, il signe un contrat de deux ans en faveur du Real Club Deportivo Majorque.

## Palmarès
- Etoile rouge de Belgrade
  - Vainqueur de la Coupe de Serbie : 2010